# 전금문
전금문(轉錦門)은 조선민주주의인민공화국 지정 국보 제22호로, 평양시 중구역 모란봉에 위치한다. 6세기 중엽에 고구려 평양성 북성의 동문에 처음 세웠다가 1714년에 다시 재건되었다. 6.25 전쟁 중 평양 대공습 당시 폭격에 의해서 불타 없어졌다가 원형을 바탕으로 다시 복원되었다.

## 구조
전금문은 성벽과 직각으로 축대를 쌓고 그 위에 문루를 세웠다. 1714년 북성 재건 때 축대 가운데에 홍예문을 냈다. 축대 위의 문루는 정면 3칸, 측면 2칸의 겹처마 단층 팔작지붕 건물이다.

## 같이 보기
- 평양성 (고구려)